# Ahmet Sabri Fener
Ahmet Sabri Fener (* 5. Mai 1992 in Konya) ist ein türkischer Fußballtorhüter, der für Elazığspor spielt.

## Karriere

### Verein
Fener begann mit dem Vereinsfußball 2008 in der Jugend von Konya Şekerspor. Hier erhielt er 2010 einen Profivertrag und wurde wenig später in den Profikader aufgenommen. In drei Spielzeiten etablierte er sich innerhalb der Mannschaft zum Stammspieler. Während dieser drei Jahre wurde Şekerspor in Anadolu Selçukluspor umbenannt.
Im Sommer 2013 wechselte Fener zum Erstligisten Torku Konyaspor. Für die Saison 2014/15 wurde er an seinen alten Klub Anadolu Selçukspor ausgeliehen. Eine Saison später wechselte er zum Zweitligisten Gaziantep Büyükşehir Belediyespor.
In der Wintertransferperiode 2016/17 wurde er vom Zweitligisten Elazığspor verpflichtet.